# Галда-де-Жос
Галда-де-Жос (рум. Galda de Jos) — село у повіті Алба в Румунії. Адміністративний центр комуни Галда-де-Жос.

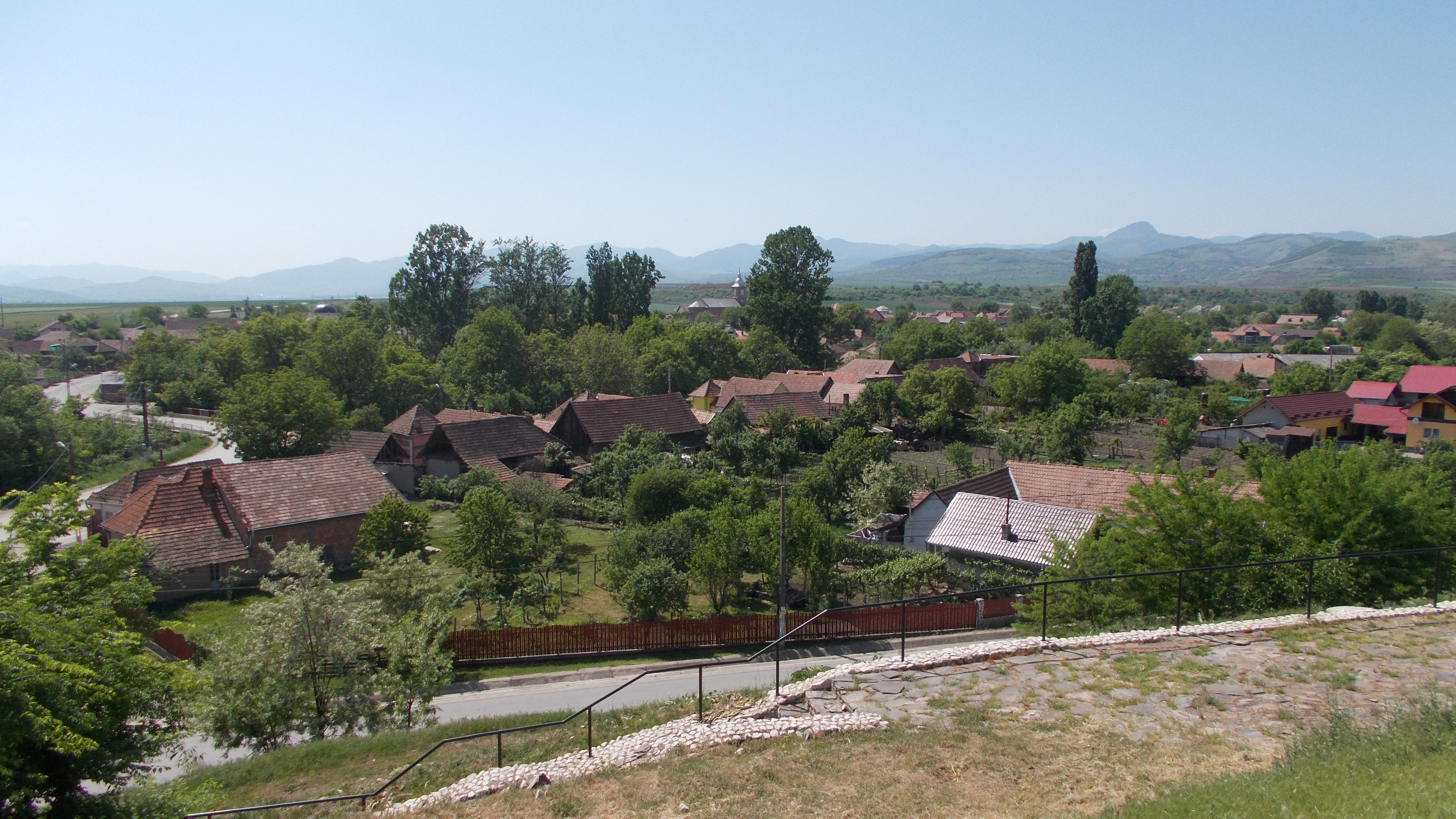
Галда-де-Жос

Село розташоване на відстані 273 км на північний захід від Бухареста, 11 км на північ від Алба-Юлії, 66 км на південь від Клуж-Напоки.

## Населення
За даними перепису населення 2002 року у селі проживали 2032 особи.
Національний склад населення села:
| Національність | Кількість осіб | Відсоток |
| -------------- | -------------- | -------- |
| румуни         | 1956           | 96,3%    |
| угорці         | 59             | 2,9%     |
| цигани         | 11             | 0,5%     |
| німці          | 5              | 0,2%     |

Рідною мовою назвали:
| Мова      | Кількість осіб | Відсоток |
| --------- | -------------- | -------- |
| румунська | 1964           | 96,7%    |
| угорська  | 59             | 2,9%     |
| циганська | 5              | 0,2%     |